# The End of the Affair (1999)
The End of the Affair is een Brits-Amerikaanse film van Neil Jordan die werd uitgebracht in 1999. 
Het scenario is gebaseerd op de gelijknamige roman (1951) van Graham Greene.

## Verhaal
Londen, 1939. Sarah Miles is een knappe en passievolle jonge vrouw. Ze voelt zich echter opgesloten in een slaapverwekkend huwelijk met Henry, een rijke maar saaie man die wel een goede inborst heeft maar met wie ze niet intiem kan zijn. Op een feestje maakt ze kennis met de romanschrijver Maurice Bendrix. De wederzijdse aantrekkingskracht is zo hevig dat het komt tot een hartstochtelijke verhouding. 
Tijdens de Tweede Wereldoorlog blijven de minnaars elkaar ontmoeten. Op een dag, terwijl ze zich in de woning van Bendrix bevinden, slaat een V1-bom in in de onmiddellijke omgeving van Bendrix' huis. Door de schok is Bendrix van de trap gevallen. Hij bloedt veel maar is niet ernstig gewond. Wanneer hij na enkele minuten terug naar boven komt merkt hij dat Sarah geschokt is dat hij nog in leven is. Hij verwijt haar dat ze is ontgoocheld dat hij de bom heeft overleefd. Daarop verlaat Sarah hem, zonder een woord uitleg.
Twee jaar later krijgt Bendrix de gelegenheid om de ware reden van Sarah's vertrek te achterhalen.

## Rolverdeling
| Acteur            | Personage                 |
| ----------------- | ------------------------- |
| Julianne Moore    | Sarah Miles               |
| Ralph Fiennes     | Maurice Bendrix           |
| Stephen Rea       | Henry Miles               |
| Heather-Jay Jones | de huishoudster van Henry |
| James Bolam       | mijnheer Savage           |
| Ian Hart          | mijnheer Parkis           |
| Sam Bould         | Lance Parkis              |
| Cyril Shaps       | de kelner                 |
| Jason Isaacs      | eerwaarde Richard Smythe  |